# Bondage Fairies
Bondage Fairies — шведський гурт, утворений в 2005 році. Заснований музикантами Елвісом Кріпом (англ. Elvis Creep) і Деусом Децептором (англ. Deus Deceptor). Назва була запозичена з одноіменної порнографічної манґи про фей. Учасники групи одягнені в маски. Самі музиканти визначають свій стиль як «electropunk» oldschool". Група неодноразово здійснювала тури Європою.

## Історія

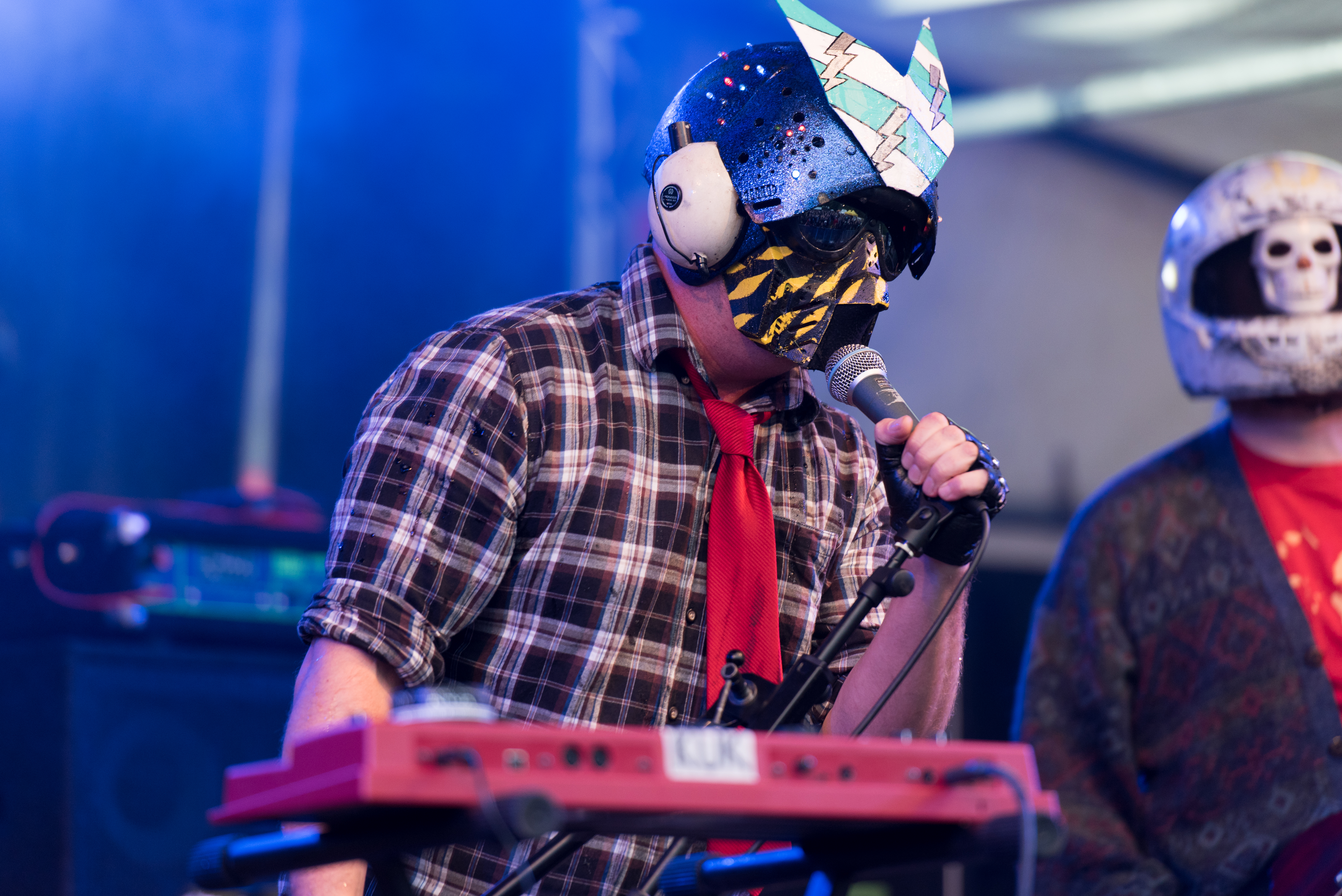
Елвіс Кріп Bondage Fairies — Ackerfestival 2017

Елвіс Кріп і Деус Децептор заснували Bondage Fairies 2005 року в Стокгольмі. Того ж року вони випустили свій перший сингл He-Man на вінілі. 20 січня 2006 року на Lobotom Records був випущений її перший альбом «What You Didn't Know When You Hired Me». У 2008 році вийшов сингл Garbage Indiebands, який було включено до їхнього другого альбому «Cheap Italian Wine», випущеного 8 вересня 2009 року на Lobotom Records.
Третій сингл 1-0 був випущений 8 квітня 2011 року на Audiolith Records винятково для скачування у форматі MP3, разом з ним також був випущений ремікс від Der Tante Renate на пісню nv4.dll і акустичну версію Forget the Image, I Got a Heart. На додаток до цього синглу, перше офіційне музичне відео гурту було знято в Гамбурзі. У 2011 році до складу гурту увійшов Drummer Boy; Деякий час по тому до гурту був прийнятий четвертий учасник, Bee Bee Prime, який виконує роль гітариста. Після випуску ще одного синглу (Fantasy Outfit) на SoundCloud 23 грудня 2011 року, Bondage Fairies випустили свій третій альбом 20 січня 2012 року.
Серед іншого, завдяки численним концертам, які являли собою своєрідні сценічні шоу, гурт створив значну фан-базу, особливо в деяких країнах Східної Європи, а також у Німеччині та США. Учасники гурту носять саморобні маски на фотографіях і сцені.
21 липня 2017 року вийшов новий альбом Alfa Gaga Cp Wifi.

## Стиль музики
Особливістю Bondage Fairies є швидкі гітарні рифи, підкріплені електронно-згенерованими мелодіями, що нагадують звук звукового чіпа комп'ютерів C64. Часто також використовуються зразки мови. За винятком Gay Wedding, записаної практично повністю без електронних елементів, ударні на перших двох альбомах складені винятково електронним способом, тоді як для третього альбому ударні були в основному записані в студії.

### Тексти пісень
Всі тексти складає Елвіс Кріп. Багато пісень присвячені його особистому життю («Forget the Image I Got a Heart», «Morphine») і тривіальним речам («He-Man», «nv4.dll»). Іноді, однак, також розглядаються політичні питання («Gay Wedding», «Twenty Twelve»), хоча гурт каже, що вони вважають за краще розділяти музику і політику. Найчастіше тексти пісень дуже короткі. Так само є безліч інструментальних композицій («I Eat Children», «I'm to Her What She Used to Be to Me», «Aachen Von Essen»).

## Учасники

### Дійсні
- Elvis Creep — вокал, автор текстів і музики
- Dallas Pumpkin (з 2013) — бас-гітара
- Scott Hole (з 2014) — гітара
- Drummer Boy (з 2011) — барабани

### Колишні
- Deus Deceptor (2005—2011) — бас-гітара, синтезатор
- Bee Bee Prime (2010—2013) — гітара
- Dr.Professor (2013—2015) — гітара
- The Horse (2011—2012) — бас-гітара

## Дискографія

### Студійні альбоми
| Назва                                  | Дата релізу    |
| -------------------------------------- | -------------- |
| What You Didn't Know When You Hired Mе | 20 січня 2006  |
| Cheap Italian Wine                     | 8 вересня 2009 |
| 1-0 — EP                               | 8 квітня 2011  |
| Bondage Fairies                        | 20 січня 2012  |
| Alfa Gaga Cp Wifi                      | 21 липня 2017  |

### Мініальбоми та сингли
| He-Man (Vinyl 7’‘)             | 2005            |
| Garbage Indiebands (Vinyl 7’‘) | 2008            |
| 1-0 (Digital release only)     | 7 квітня 2011   |
| Fantasy Outfit (single)        | 23 грудня 2011  |
| Satan You And Me (single)      | 27 вересня 2013 |
| Head On (single)               | 18 жовтня 2013  |